# دیوید کورنسوت
دیوید پکارد کورنسوت (انگلیسی: David Packard Corenswet؛ زادهٔ ۸ ژوئیه ۱۹۹۳) بازیگر آمریکایی است. پس از فارغ‌التحصیلی از مدرسه جولیارد در سال ۲۰۱۶، او در سریال‌های تلویزیونی از جمله خانه پوشالی (۲۰۱۸) به عنوان مهمان بازی کرد. او سپس در سریال‌های سیاستمدار (۲۰۱۹–۲۰۲۰) و هالیوود (۲۰۲۰) نقش‌های اصلی را بازی کرد که هر دو توسط رایان مورفی ساخته شده بودند. او در فیلم‌های به دو طرف نگاه کن (۲۰۲۲) و پرل و مینی‌سریال این شهر مال ماست بازی کرده است. او در سال ۲۰۲۴ نقش مکملی در فیلم گردبادها و مینی‌سریال بانوی دریاچه داشت. او نقش اصلی سوپرمن را در فیلم به همین نام (۲۰۲۵) ایفا کرد.

## اوایل زندگی
کورنسوت در فیلادلفیا، پنسیلوانیا به دنیا آمد و بزرگ شد. پدر وی، جان کورنسوت از خانواده یهودی برجسته‌ای در نیواورلئان بود و برای سال‌های زیادی به‌عنوان بازیگر تئاتر در نیویورک مشغول به کار بود اما بعدها وکیل شد. پدربزرگ مادری او، ادوارد پکارد، مؤلف آمریکایی و خالق سری کتاب‌های ماجراجویی خودت را انتخاب کن بود.
کورنسوت از مدرسه شیپلی فارغ‌التحصیل شد و کارشناسی هنرهای زیبا در نمایش را در سال ۲۰۱۶ از مدرسه جولیارد در نیویورک دریافت کرد. او هنگامی که سال اول خود در دانشگاه پنسیلوانیا را می‌گذارند برای تحصیل در جولیارد اقدام کرد.کورنسوت سپس موفق به کسب مدرک کارشناسی از دانشگاه جولیارد شد.

## کارنامه کاری

### اوایل سابقه کاری
به عنوان بازیگر خردسال، دیوید کورنسوت در چندین نمایش تئاتر حرفه‌ای از جمله نمایش همه پسران من از نمایش‌نامه آرثور میلر به تولید تئاتر آردن در سال ۲۰۰۲، نمایش مکبث فستیوال شکسپیر فلوریدا در سال ۲۰۰۳، زندگی به رنگ آبی تئاتر خیابان والنات، برداشت بخشنده در سال ۲۰۰۴ و… حضور داشت.
کورنسوت فیلم کوتاهی با نام به دنبال چیس ۲۰۱۱ به کارگردانی گرگ کورهان را نوشت و در آن ایفای نقش کرد.سپس او به همراه دوست و همکلاسی جولیارد خود، آدام لنگدون، سریال اینترنتی دو فصله در ژانر طرح کمدی به نام مو و جری‌وتر (۲۰۱۴–۲۰۱۶) نوشت و ساخت.در سال ۲۰۱۶ راب رینر، دیوید کورنسوت را برای ایفای یک دانشجو که یکی از دو نقش اصلی در سریال ضربه (The Tap) بود انتخاب کرد. شبکه USA ساخت قسمت اول را تأیید کرد و این قسمت در سال ۲۰۱۷ فیلمبرداری شد اما سپس از ساخت کامل سریال سر باز زدند.به عنوان اولین نقش سینمایی خود پس از فارغ‌التحصیلی از جولیارد، کورنسوت در فیلم امور دولتی (۲۰۱۸) نقش مایکل لاسن را بازی کرد. در این فیلم معمایی سیاسی، تورا برچ، میمی راجرز و آدرین گرنیر نیز ایفای نقش کردند. لوس آنجلس تایمز این فیلم را فیلمی با «بازیگری و اجرای خوب» توصیف کرد. سپس کورنسوت به عنوان شخصیت‌های مهمان در سریال‌هایی همچون خانه پوشالی، ابتدایی و غریزه حضور داشت.

### افزایش شهرت
در سریال «سیاستمدار» محصول استریم نتفلیکس (۲۰۱۹–۲۰۲۰)، دیوید کورنسوت نقش ریور بارکلی، معشوقه و رقیب سیاسی دبیرستانی پیتون هابارت (بن پلت) را ایفا کرد. نشریه ونیتی فیر، ریور را به عنوان یک «دانش‌آموز ثروتمند، ورزشکار و با نمرات عالی» توصیف کرد. کورنسوت سپس در سریال کوتاه «هالیوود» (۲۰۲۰) در نقش جک کستلو بازی کرد. داستان سریال دربارهٔ صنعت فیلم‌سازی هالیوود پس از جنگ جهانی دوم در لوس آنجلس بود. در این پروژه کورنسوت دوباره با رایان مورفی و ایان برنن، خالقان سیاستمدار همکاری کرد. کورنسوت همچنین به عنوان تهیه‌کننده اجرایی در این سریال فعالیت داشت. مجله سلامتی مردان اجرای کورنسوت را به عنوان یک «ستارهٔ نوظهور» ستایش کرد. ایندی‌وایر از آن به عنوان "نقشی دیگر برای اثبات ستاره بودن دیوید کورنسوت» یاد کرد. دیوید کورنسوت همچنین به ایفای نقش سوپرمن از سال‌ها پیش ابراز علاقه کرده بود و امیدوار بود که نسخه‌ای روشن و خوش‌بینانه‌تر نسبت به نسخه هنری کویل در دنیای سینمایی پیشین دیسی (DCEU) از این شخصیت ببیند. وی همچنین از لحن تاریک و عملکرد هنری کویل در نقش سوپرمن در فیلم «مرد پولادین» ۲۰۱۳ به خوبی یاد کرده بود.
کورنسوت در سریال کوتاه اچ‌بی‌او به نام "این شهر مال ماست" (۲۰۲۲)، که بر اساس واقعیت و توسط نویسندگان و تهیه‌کنندگان اجرایی سریال شنود، دیوید سایمون و جورج پلیکانو نوشته و ساخته شده بود، نقش دیوید مک‌داگال، کارآگاه باتجربه پلیس را ایفا کرد. نقشی که در دنیای واقعی، کارش در سال ۲۰۱۶ به کشف سال‌ها فساد در نیروی ویژه ردیابی سلاح‌های پلیس بالتیمور کمک کرد. همچنین در سال ۲۰۲۲، کورنسوت در فیلم کمدی-درام رمانتیک اورجینال نتفلیکس به نام «به هر دو طرف نگاه کن» در نقش جیک ظاهر شد. سپس او به عنوان نمایش‌دهنده در فیلم «پرل» که توسط تی وست کارگردانی و توسط A24 در سال ۲۰۲۲ اکران شد، حضور داشت.
در سال ۲۰۲۴، او به همراه لوسی بوینتون، جاستین اچ مین و آستین کرود، در فیلم «بهترین آهنگ‌ها» ۲۰۲۴، که برای شرکت سرچلایت پیکچرز توسط ند بنسون نوشته، کارگردانی و تولید شده بود ایفای نقش کرد.[۳۲] این فیلم به عنوان یک «عشق‌نامه سفر زمانی موزیکال» توصیف شد و نخستین نمایش خود را در جشنواره فیلم و تلویزیون SXSW ۲۰۲۴ تجربه کرد. همچنین در سال ۲۰۲۴، کورنسوت نقش اسکات، یکی از اعضای تیم شکارچیان طوفان‌های گردبادی را در فیلم فاجعه‌ای «گردبادها» ۲۰۲۴ ایفا کرد. او همچنین همراه با ناتالی پورتمن در سریال اپل تی‌وی پلاس به نام «بانوی دریاچه»، که توسط آلمای هارل کارگردانی شده است، حضور یافت.
در ژوئن ۲۰۲۳ کورنسوت برای ایفای نقش سوپرمن در فیلم سوپرمن ۲۰۲۵ به نویسندگی و کارگردانی جیمز گان انتخاب شد. این فیلم که اولین پروژه سینمایی دنیای جدید سینمایی دی‌سی با نام DCU است، در ۱۱ ژوئیه ۲۰۲۵ اکران شد.

## زندگی شخصی
در مارچ ۲۰۲۳، کورنسوت و همسرش جولیا بست وارنر در کلیسای Immaculate Conception در نیو اورلنز ازدواج کردند. این یک مراسم عروسی بین ادیانی بود که هم آداب و رسوم کاتولیک او و همسرش و همچنین آداب و رسوم یهودی او را شامل می‌شد. این مراسم توسط یک کشیش و یک خاخام انجام شد. فرزند دختر آن‌ها در سال ۲۰۲۴ به دنیا آمد.

## فیلم‌شناسی

### فیلم‌ها
| Denotes productions that have not yet been released | این کلید نشان دهنده در انتظار انتشار بودن پروژه است. |

| سال  | عنوان                | نقش                | توضیحات       |
| ---- | -------------------- | ------------------ | ------------- |
| ۲۰۱۸ | امور دولتی           | مایکل لاسن         |               |
| ۲۰۱۹ | شب درخشان            | اسکات گلن          |               |
| ۲۰۲۲ | به هر دو طرف نگاه کن | جیک                |               |
| ۲۰۲۲ | پرل                  | نمایش دهنده        |               |
| ۲۰۲۴ | ترانه‌های برگزیده     | مکس                |               |
| ۲۰۲۴ | گردبادها             | اسکات              |               |
| ۲۰۲۵ | سوپرمن               | کلارک کنت / سوپرمن | [ ۴۰ ] [ ۴۱ ] |

### تلویزیون
| Year      | Title              | Role          | Notes                                     |
| --------- | ------------------ | ------------- | ----------------------------------------- |
| ۲۰۱۴–۲۰۱۶ | مو و جری‌وتی        | جری‌وتر        | تهیه‌کننده ۱۷ قسمت نیز بوده است.           |
| ۲۰۱۵      | یک انتخاب بد       | رجی شاو       | در قسمت "رجی شاو" حضور داشته است.         |
| ۲۰۱۷      | ابتدایی            | هیوستن اسپیوی | در قسمت "گرمای زیاد" حضور داشته است.      |
| ۲۰۱۸      | غریزه              | اسپنسر بیمور  | در قسمت "زنده" حضور داشته است.            |
| ۲۰۱۸      | خانه پوشالی        | رید           | در قسمت "بخش هفتاد و دوم" حضور داشته است. |
| ۲۰۱۹–۲۰۲۰ | سیاستمدار          | ریور بارکلی   | یازده قسمت در سریال حضور داشته است.       |
| ۲۰۲۰      | هالیوود            | جک کستلو      | سریال کوتاه، در هفت قسمت حضور داشته است.  |
| ۲۰۲۰      | عمل کردن برای هدفی | رمئو          | در قسمت "رومئو و جولیت" حضور داشته است.   |
| ۲۰۲۴      | این شهر مال ماست   | دیوید مک‌داگال | سریال کوتاه، در شش قسمت حضور داشته است.   |
| ۲۰۲۴      | بانوی دریاچه       | الن درست      | سریال کوتاه، در چهار قسمت حضور داشته است. |